# Christian Eriksson
Pour les articles homonymes, voir Eriksson.
Christian Eriksson, né le 30 juin 1858 à Arvika et mort le 6 novembre 1935 à Stockholm, est un sculpteur suèdois.

## Biographie
Élève d'Alexandre Falguière, il expose en 1889 et 1890 à Paris et Stockholm et obtient une médaille d'or à l'Exposition universelle de Paris de 1889 et à l'Exposition universelle de 1900. Il participe aussi en 1929 à l'Exposition d'art suédois organisée au Musée du Jeu de Paume et est classé en hors concours au Salon des artistes français. Il se fait connaître pour un bas-relief nommé Linné, Lapon, danseuse. 
Il est l'oncle d'Elis Eriksson et le premier époux (1894) de Jeanne de Tramcourt dont il divorce en 1911. 

## Galerie

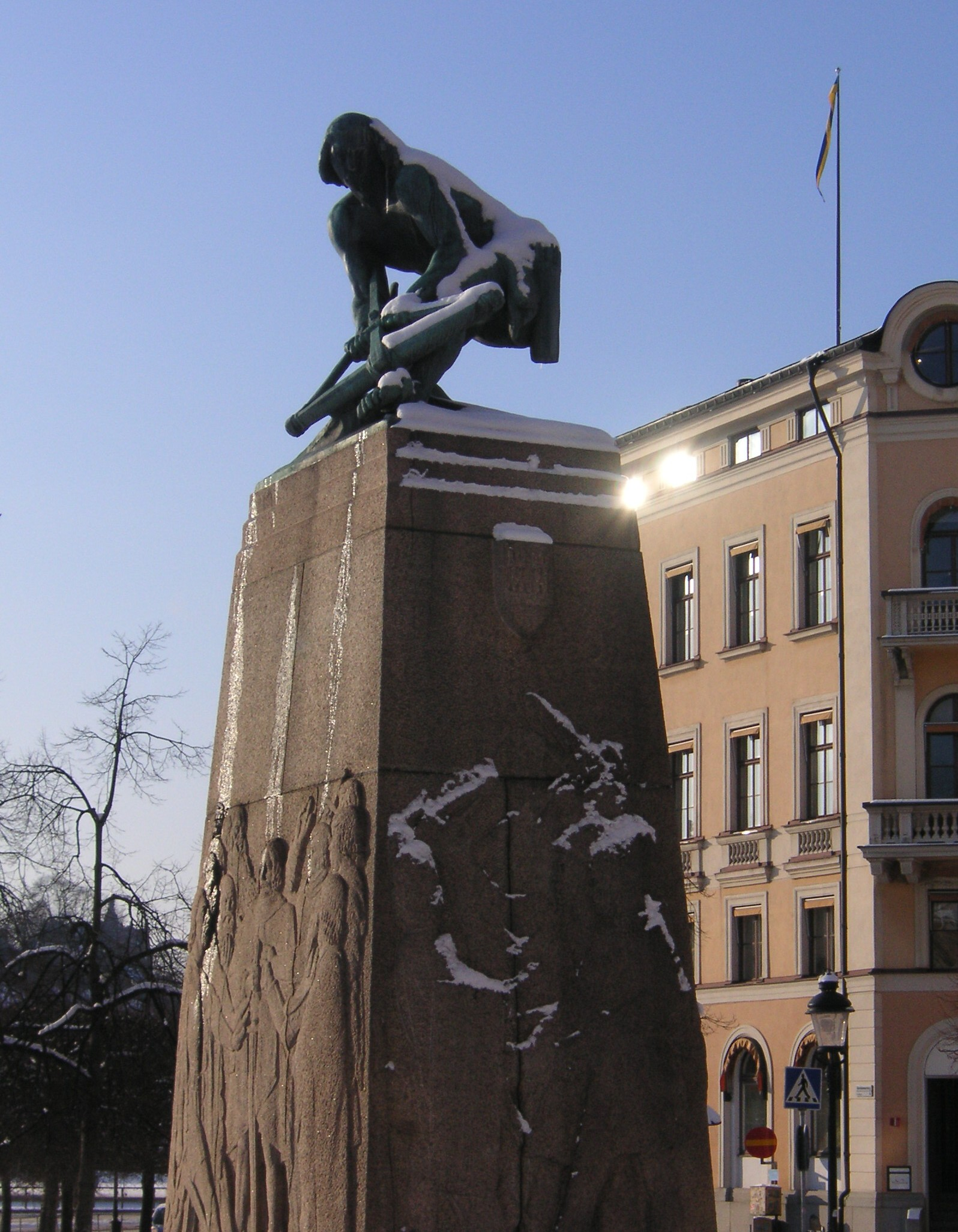
Bågspännaren Kornhamn (sv)
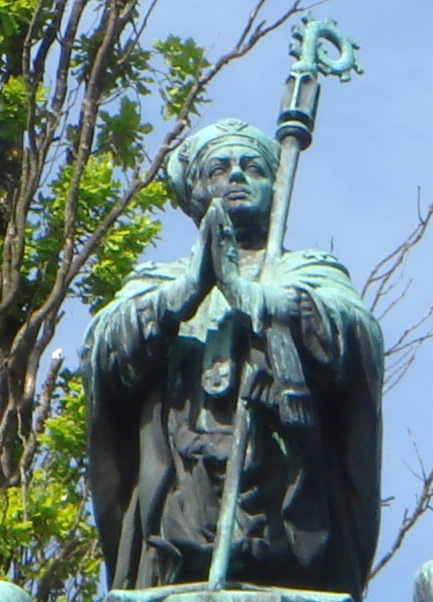
Jakob Ulvsson Uppsala
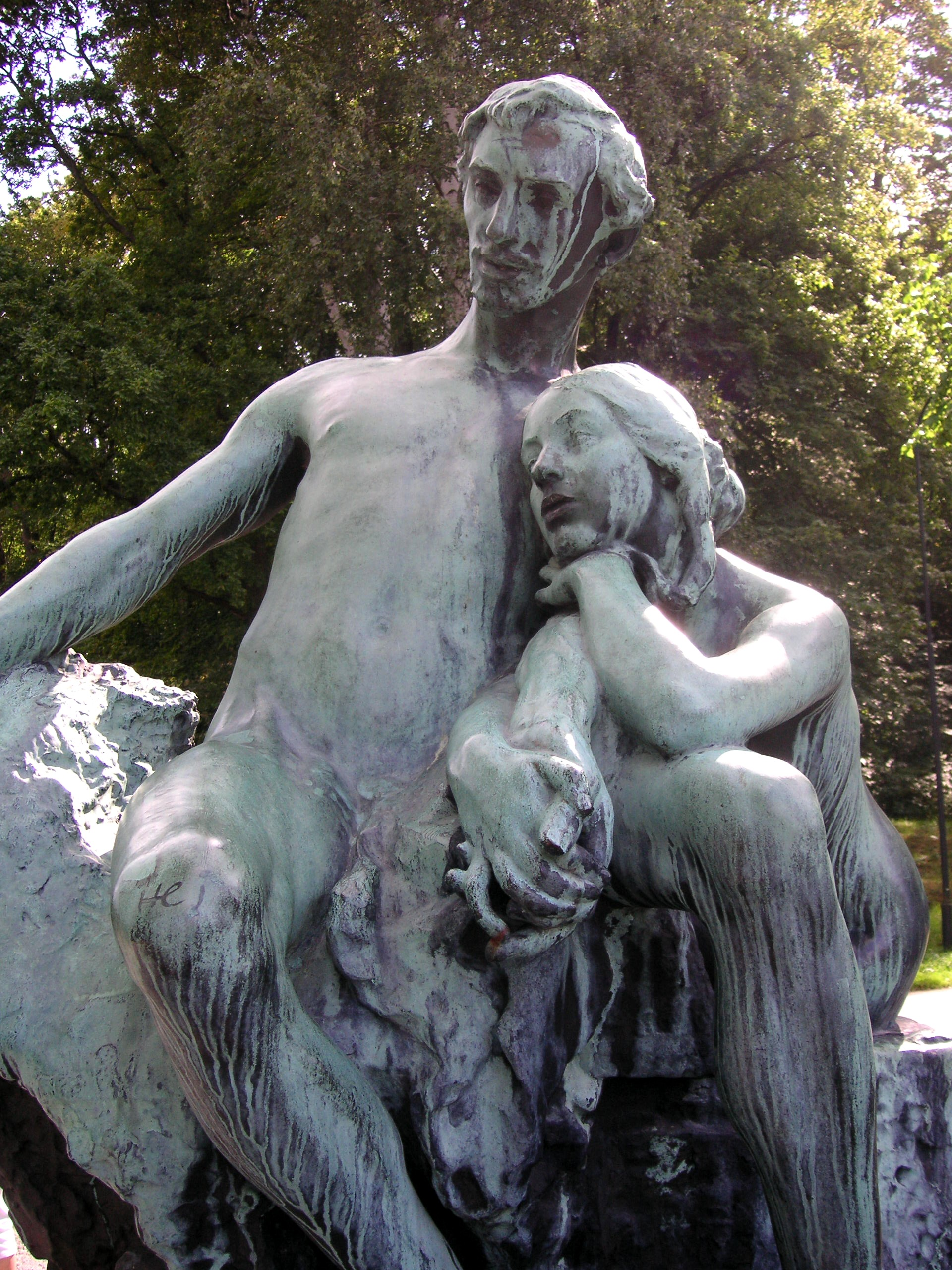
Idyll Stockholm
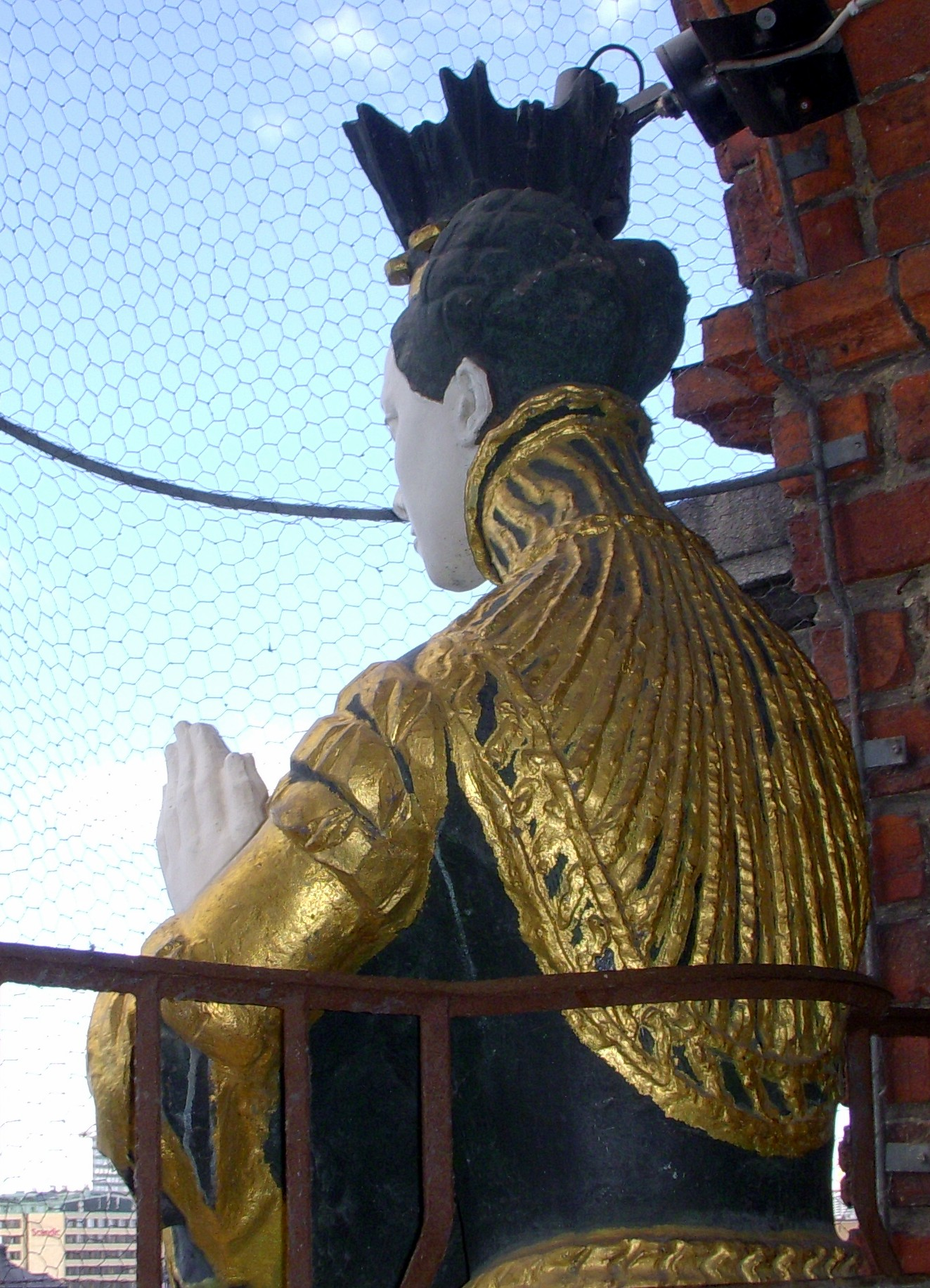
Prinsessan, Stockholm
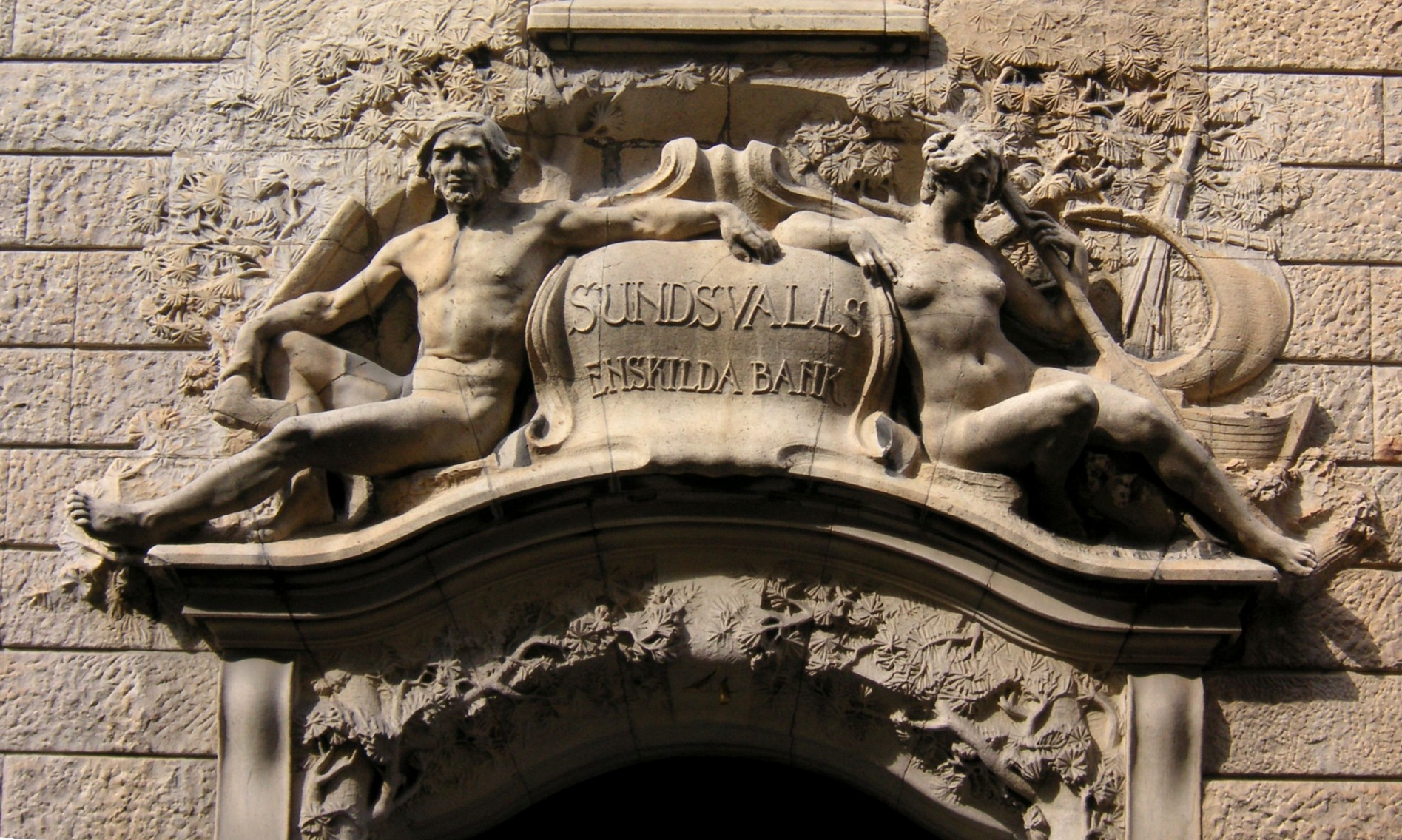
Sculpture de portail